# Max-und-Moritz-Preis
Der deutsche Comic-Preis Max und Moritz wurde anlässlich des ersten Comic-Salons Erlangen im Jahr 1984 ins Leben gerufen. Er wird seitdem alle zwei Jahre in Erlangen im historischen Markgrafentheater verliehen. Der Name ist eine Hommage an die gleichnamige Bildergeschichte von Wilhelm Busch. Der Preis für den besten deutschsprachigen Comic-Künstler ist mit einem Geldbetrag verbunden. Bis 2012 wurde der Preis von Bulls Press (Frankfurt am Main) gestiftet.

## Preisträger

### 1984
- Bester deutschsprachiger Comic-Künstler: Chris Scheuer
- Bester internationaler Comic-Strip-Künstler: Dik Browne mit Hägar
- Beste deutschsprachige Comic-Publikation: Die Albenreihe Edition Comic Art des Carlsen Verlages

### 1986
- Bester deutschsprachiger Comic-Künstler: Matthias Schultheiss
- Bester internationaler Comic-Strip-Künstler:: Roger Bollen mit Knallfroschs Freunde (Animal Crackers)
- Beste deutschsprachige Comic-Publikationen: 
  - Macao - Internationale Comics
  - Strapazin Comic-Magazin
  - Verwüstete Herzen von Loustal/Paringaux, Schreiber & Leser
  - Peter und der Wolf von Jörg Müller/Loriot, ISBN 3-7941-2724-2.

### 1988
- Beste deutschsprachige Comic-Künstlerin: Franziska Becker
- Bester internationaler Comic-Strip: Mafalda von Quino
- Beste deutschsprachige Comic-Publikation: Auf der Suche nach Peter Pan von Cosey, Carlsen Verlag

### 1990
- Bester deutschsprachiger Comic-Künstler: Gerhard Seyfried
- Bester internationaler Comic-Strip: Calvin und Hobbes von Bill Watterson
- Beste deutschsprachige Comic-Publikationen: 
  - Der tägliche Wahn von Miguelanxo Prado, Ehapa Verlag
  - Watchmen von Alan Moore/Dave Gibbons, Carlsen Verlag
  - die Edition Moderne mit den Tardi-Ausgaben
  - die Edition Kunst der Comics mit dem Comic-Magazin Boxer
- Spezialpreis der Jury: Art Spiegelman für die Holocaust-Geschichte Maus – Die Geschichte eines Überlebenden

### 1992
- Bester deutschsprachiger Comic-Künstler: Ralf König
- Bester internationaler Comic-Strip: B.C. (Neander aus dem Tal) von Johnny Hart
- Beste deutschsprachige Comic-Publikationen: 
  - Peter Pan von Régis Loisel, Ehapa Verlag
  - Theodor Pussel von Frank Le Gall, Carlsen Verlag
  - Die Pioniere des menschlichen Abenteuers von François Boucq, Alpha Comic Verlag
  - der Carlsen Verlag mit der Reihe Die Bibliothek der großen Comic-Klassiker
  - Feuer von Lorenzo Mattotti, Edition Kunst der Comics
- Sonderpreis für ein herausragendes Lebenswerk: Alberto Breccia

### 1993 (in Hamburg)
- Bester deutschsprachiger Comic-Künstler: Walter Moers
- Bester Comic-Strip oder Cartoon-Serie: The Far Side von Gary Larson
- Beste deutschsprachige Comic-Publikationen: 
  - Eigenproduktion: Es ist ein Arschloch, Maria! von Walter Moers, Eichborn Verlag
  - Import: Der Mann am Fenster von Lorenzo Mattotti/Lilia Ambrosi, Edition Kunst der Comics
  - Humor: Myrtil Mistelzweig von Riff Reb’s, Feest Comics
  - für Kinder und Jugendliche: Jimmy Boy von Dominique David, Carlsen Verlag
  - Sekundärliteratur: Das große Moebius-Buch von Numa Sadoul, Carlsen Verlag
  - Fanzine: Artige Zeiten von Andreas Michalke
- Sonderpreis für ein herausragendes Lebenswerk: Carl Barks

### 1994
- Bester deutschsprachiger Comic-Künstler: Hendrik Dorgathen
- Bester Comic-Strip oder Cartoon-Serie: Die Memoiren von Captain J. Star von Steven Appleby
- Beste deutschsprachige Comic-Publikationen: 
  - Eigenproduktion: Der unschuldige Passagier von Martin tom Dieck, Arbeitskreis Stadtzeichner Alsfeld
  - Import: Foligatto von Nicolas de Crécy/Alexios Tjoyas, Ehapa Verlag
  - Import: Tödliche Spiele von Jacques Tardi, Edition Moderne
  - Import: Red Road - Land der Büffel von Derib, Carlsen Verlag
  - für Kinder und Jugendliche: Voll Mond Suppe von Alastair Graham, Bertelsmann Verlag
- Bester internationaler Szenarist: Jean van Hamme
- Spezialpreis der Jury: Mecki - Einer für alle von Eckart Sackmann, comicplus+
- Sonderpreis für ein herausragendes Lebenswerk: Will Eisner

### 1996
- Bester deutschsprachiger Comic-Künstler: Thomas Ott
- Bester Comic-Strip oder Cartoon-Serie: Mutts von Patrick McDonnell
- Beste deutschsprachige Comic-Publikationen:
  - Eigenproduktion: Lovecraft von Reinhard Kleist/Roland Hüve, Ehapa Verlag
  - Import: Saint Exupéry - Sein letzter Flug von Hugo Pratt, Ehapa Verlag
  - Import: Zoo von Frank/Philippe Bonifay, Splitter Verlag
  - für Kinder und Jugendliche: Detektiv John Chatterton von Yvan Pommaux, Moritz Verlag
  - Sekundärliteratur: 100 Jahre Comic-Strips von Bill Blackbeard u. a., Carlsen Verlag
- Bester internationaler Szenarist: Pierre Christin
- Spezialpreis der Jury: Dietmar Hahlweg, Altoberbürgermeister der Stadt Erlangen
- Sonderpreis für ein herausragendes Lebenswerk: André Franquin

### 1998
- Bester deutschsprachiger Comic-Künstler: Bernd Pfarr
- Bester Comic-Strip oder Cartoon-Serie: Dilbert von Scott Adams
- Beste deutschsprachige Comic-Publikationen:
  - Eigenproduktion: Wüttner von Haimo Kinzler, Zwerchfell Verlag
  - Import: Paul Austers Stadt aus Glas von David Mazzucchelli/Paul Karasik, rororo
  - für Kinder und Jugendliche: Illustrierte Kinderklassiker von Prado, Mazan, Eisner, Ehapa Verlag
- Bester internationaler Szenarist: Neil Gaiman
- Spezialpreis der Jury: Führer durch die geheimnisvollen Städte von François Schuiten/Benoît Peeters, Ehapa Verlag
- Sonderpreis für ein herausragendes Lebenswerk: Robert Crumb

### 2000
- Bester deutschsprachiger Comic-Künstler: Martin tom Dieck
- Bester Comic-Strip oder Cartoon-Serie:
  - International: Zits von Jerry Scott/Jim Borgman
  - Deutschsprachig: Touché von ©TOM
- Beste deutschsprachige Comic-Publikationen:
  - Eigenproduktion: Geteilter Traum von Daniel Bosshart, Edition Moderne
  - Import: Approximate Continuum Comics von Lewis Trondheim, Reprodukt
  - für Kinder und Jugendliche: Der Wind in den Weiden von Michel Plessix, Carlsen Verlag
  - Sekundärliteratur: Die deutschsprachige Comic-Fachpresse von Eckart Sackmann, comicplus+
- Bester internationaler Szenarist: Alan Moore
- Spezialpreis der Jury: Das lange ungelernte Leben des Roland Gethers von Shane Simmons, Maro Verlag
- Sonderpreis für ein herausragendes Lebenswerk: Moebius (Jean Giraud)

### 2002
- Bester deutschsprachiger Comic-Künstler: Peter Puck
- Bester Comic-Strip oder Cartoon-Serie:
  - International: Liberty Meadows von Frank Cho
  - Deutschsprachig: Perscheids Abgründe von Martin Perscheid
- Beste deutschsprachige Comic-Publikationen:
  - Eigenproduktion: Moga Mobo - 100 Meisterwerke der Weltliteratur
  - Import: Lost Girl von Nabiel Kanan, Lost Comix
  - für Kinder: Doktor Dodo schreibt ein Buch von Ole Könnecke, Carlsen Verlag
  - für Jugendliche: Wie im richtigen Leben: Herzstolpern von Carlos Trillo/Laura Scarpa, Edition Schwarzer Klecks
  - Sekundärliteratur: Reddition, Zeitschrift für Graphische Literatur, Volker Hamann (Hrsg.), Edition Alfons
- Bester internationaler Szenarist: Frank Giroud
- Spezialpreis der Jury: Karl Manfred Fischer, Schöpfer und Leiter des Comic-Salons Erlangen
- Sonderpreis für ein herausragendes Lebenswerk: José Antonio Muñoz

### 2004
- Bester deutschsprachiger Comic-Künstler: Ulf K.
- Bester Comic-Strip: Strizz von Volker Reiche
- Beste deutschsprachige Comic-Publikationen:
  - Eigenproduktion: Held von Flix, Carlsen Verlag
  - Eigenproduktion: Leviathan von Jens Harder, Editions de l'An 2
  - Import: Persepolis von Marjane Satrapi, Edition Moderne
  - Kinder und Jugendliche: W.I.T.C.H. von Elisabetta Gnone u. a.:, Egmont Ehapa Verlag
- Bester internationaler Szenarist: Joann Sfar
- Spezialpreis der Jury: 36 Ansichten des Eiffelturms von André Juillard, Salleck Publications
- Sonderpreis für ein herausragendes Lebenswerk: Albert Uderzo

### 2006
- Bester deutschsprachiger Comic-Künstler: Volker Reiche
- Bester Comic-Strip: Doonesbury von Garry Trudeau
- Beste deutschsprachige Comic-Publikationen:
  - Eigenproduktion: Das Unbehagen von Nicolas Mahler, Edition Moderne
  - Import: Die Unschuldigen von Gipi, avant-verlag
  - Japan: Barfuß durch Hiroshima von Keiji Nakazawa, Carlsen Verlag
  - für Kinder und Jugendliche: Jónas Blondal von Jens F. Ehrenreich, Epsilon Verlag
- Bester internationaler Szenarist: Max Goldt (Katz & Goldt)
- Spezialpreis der Jury: Ralf König, für seine künstlerische Stellungnahme im Streit um die „Mohammed-Karikaturen“
- Sonderpreis für ein herausragendes Lebenswerk: Jacques Tardi

### 2008
- Beste deutschsprachige Comic-Künstlerin: Anke Feuchtenberger
- Bester Comic-Strip: Flaschko – Der Mann in der Heizdecke von Nicolas Mahler
- Beste deutschsprachige Comic-Publikationen:
  - Eigenproduktion: Cash – I See a Darkness von Reinhard Kleist, Carlsen Verlag
  - Import: Die heilige Krankheit von David B., Edition Moderne
  - Japan: Vertraute Fremde von Jirō Taniguchi, Carlsen Verlag
  - für Kinder und Jugendliche: Der 35. Mai von Isabel Kreitz, Cecilie Dressler Verlag
  - studentische Publikation: PlusPlus, Zu Hause bei plus plus
- Bester internationaler Szenarist: Olivier Ka
- Spezialpreise der Jury:
  - Hannes Hegen
  - Hansrudi Wäscher
- Sonderpreis für ein herausragendes Lebenswerk: Alan Moore

### 2010
- Bester deutschsprachiger Comic-Künstler: Nicolas Mahler
- Bester Comic-Strip: Prototyp und Archetyp von Ralf König
- Beste deutschsprachige Comic-Publikationen:
  - Eigenproduktion: Alpha. Directions von Jens Harder, Carlsen Verlag
  - Import: Pinocchio von Winshluss, avant-verlag
  - für Kinder und Jugendliche: Such dir was aus, aber beeil dich! Kindsein in zehn Kapiteln von Nadia Budde, S. Fischer Verlag
  - studentische Publikation: Strichnin von der Hochschule Augsburg
- Publikumspreis: Heute ist der letzte Tag vom Rest deines Lebens von Ulli Lust, avant-verlag
- Spezialpreis der Jury: Salleck Publications und der Carlsen Verlag für ihre Will-Eisner-Ausgaben Die Spirit Archive (Salleck) und Ein Vertrag mit Gott. Mietshausgeschichten (Carlsen)
- Sonderpreis für ein herausragendes Lebenswerk: Pierre Christin

### 2012
- Beste deutschsprachige Comic-Künstlerin: Isabel Kreitz
- Bester internationaler Comic: Gaza von Joe Sacco, Edition Moderne
- Bester deutschsprachiger Comic: Packeis von Simon Schwartz, avant-verlag
- Bester Comic-Strip: Schöne Töchter von Flix
- Bester Comic für Kinder: Das tapfere Prinzlein und die sieben Zwergbären von Émile Bravo, Carlsen Verlag
- Beste studentische Publikation: Ampel Magazin von der Hochschule Luzern – Design, Film und Kunst
- Publikumspreis: Grablicht von Daniela Winkler, Droemer Knaur
- Spezialpreis der Jury: Rossi Schreiber für ihre Pionierarbeit und ein großes Abenteuer als Comic-Verlegerin (Schreiber & Leser)
- Sonderpreis für ein herausragendes Lebenswerk: Lorenzo Mattotti

### 2014
- Beste deutschsprachige Comic-Künstlerin: Ulli Lust
- Bester internationaler Comic: Billy Bat von Naoki Urasawa und Takashi Nagasaki, Carlsen Verlag
- Bester deutschsprachiger Comic: Kinderland von Mawil, Reprodukt
- Bester deutschsprachiger Comic-Strip: Totes Meer von 18 Metzger
- Bester Comic für Kinder: Hilda und der Mitternachtsriese von Luke Pearson, Reprodukt
- Beste studentische Publikation: Triebwerk von der Kunsthochschule Kassel
- Publikumspreis: Schisslaweng von Marvin Clifford, www.schisslaweng.net
- Spezialpreis der Jury: Tina Hohl und Heinrich Anders für ihre Übertragung von Jimmy Corrigan (Reprodukt) ins Deutsche
- Sonderpreis für ein herausragendes Lebenswerk: Ralf König

### 2016
- Beste deutschsprachige Comic-Künstlerin: Barbara Yelin
- Bester internationaler Comic: Ein Sommer am See von Mariko Tamaki und Jillian Tamaki, Reprodukt
- Bester deutschsprachiger Comic: Madgermanes von Birgit Weyhe, avant-verlag
- Bester deutschsprachiger Comic-Strip: Das Hochhaus. 102 Etagen Leben von Katharina Greve
- Bester Comic für Kinder: Kiste von Patrick Wirbeleit und Uwe Heidschötter, Reprodukt
- Beste studentische Publikation: Wunderfitz von der Münster School of Design
- Publikumspreis: Crash 'n' Burn von Mikiko Ponczeck, Tokyopop
- Spezialpreise der Jury:
  - Rénald Luzier („Luz“) für den Band Katharsis, S. Fischer Verlag
  - avant-Verlag für seine Verdienste um die Pflege des kulturellen Erbes
- Sonderpreis für ein herausragendes Lebenswerk: Claire Bretécher[1]

### 2018
- Bester deutschsprachiger Comic-Künstler: Reinhard Kleist
- Bester internationaler Comic: Esthers Tagebücher von Riad Sattouf, Reprodukt
- Bester deutschsprachiger Comic: Wie ich versuchte, ein guter Mensch zu sein von Ulli Lust, Suhrkamp
- Bester deutschsprachiger Comic-Strip: Das Leben ist kein Ponyhof von Sarah Burrini
- Bester Comic für Kinder: Die drei ??? – Das Dorf der Teufel von Ivar Leon Menger,  John Beckmann und Christopher Tauber, Kosmos
- Beste studentische Publikation: Paradies von der HBKsaar
- Publikumspreis: NiGuNeGu von Oliver Mielke und Hannes Radke, Pyramond
- Spezialpreis der Jury: Paul Derouet
- Sonderpreis für ein herausragendes Lebenswerk: Jean-Claude Mézières

### 2020 (digital)
- Beste deutschsprachige Comic-Künstlerin: Anna Haifisch
- Bester internationaler Comic: Am liebsten mag ich Monster von Emil Ferris, Übersetzung: Torsten Hempelt, Panini Comics
- Bester deutschsprachiger Comic: Der Umfall von Mikaël Ross, avant-verlag
- Bestes deutschsprachiges Comic-Debüt: Wie gut, dass wir darüber geredet haben von Julia Bernhard, avant-verlag
- Bester deutschsprachiger Comic-Strip: Busengewunder. Meine feministischen Kolumnen von Lisa Frühbeis
- Bester Comic für Kinder: Manno! Alles genau so in echt passiert von Anke Kuhl, Klett Kinderbuch
- Publikumspreis: Schweres Geknitter von @kriegundfreitag, Lappan Verlag
- Spezialpreis der Jury: David Basler (Edition Moderne, Strapazin)
- Sonderpreis für ein herausragendes Lebenswerk: Anke Feuchtenberger

### 2022
- Beste deutschsprachige Comic-Künstlerin: Birgit Weyhe
- Bester internationaler Comic: Dragman von Steven Appleby, Übersetzung Ruth Keen, Schaltzeit Verlag
- Bester deutschsprachiger Comic: Work-Life-Balance von Aisha Franz, Reprodukt
- Bester Sachcomic: Im Spiegelsaal von Liv Strömquist, Übersetzung Katharina Erben, avant-verlag
- Bester Comic für Kinder: Trip mit Tropf von Josephine Mark, Kibitz Verlag
- Publikumspreis: Lisa und Lio von Daniela Schreiter, Panini Comics
- Bestes deutschsprachiges Comic-Debüt:
  - Melek + ich von Lina Ehrentraut, Edition Moderne
  - Pfostenloch von Daniela Heller, Kunsthochschule Kassel / avant-verlag
  - Who's the Scatman? von Jeff Chi, Zwerchfell
- Spezialpreis der Jury: Alexander Braun
- Sonderpreis für ein herausragendes Lebenswerk: Naoki Urasawa

### 2024
- Beste deutschsprachige Comic-Künstlerin: Anna Sommer
- Bester internationaler Comic: Hör nur, schöne Márcia von Marcello Quintanilha, Übersetzung Lea Hübner, Reprodukt
- Bester deutschsprachiger Comic: Fürchten lernen von Nando von Arb, Edition Moderne
- Bester Sachcomic: United Queerdom von Kate Charlesworth, Übersetzung Hanna Reininger, Carlsen Verlag
- Bester Comic für Kinder: Boris, Babette und lauter Skelette von Tanja Esch, Kibitz Verlag
- Publikumspreis: Nichtlustig. Cartoons 2022–2024 von Joscha Sauer, Nichtlustig Verlag
- Bestes deutschsprachiges Comic-Debüt: Der Letzte löscht das Licht von Tobias Aeschbacher, Helvetiq Verlag
- Spezialpreis der Jury: Barbara Yelin
- Sonderpreis für ein herausragendes Lebenswerk: Joann Sfar